# Sergej Rogosjin
Sergej Rogosjin (Naltsjik, 6 juli 1956 - Kostroma, 31 mei 1983) was een ruiter uit de Sovjet-Unie gespecialiseerd in eventing. Rogosjin nam deel aan de Olympische Zomerspelen 1980 en behaalde daar de gouden medaille in de landenwedstrijd eventing. Individueel eindigde hij als elfde. Rogosjin overleed aan de gevolgen van zijn verwondingen opgelopen tijdens de parcoursverkenning voor het Sovjet kampioenschap.

## Resultaten
- Olympische Zomerspelen 1980 in Moskou 11e individuele eventing met Gelespont
- Olympische Zomerspelen 1980 in Moskou  landenwedstrijd eventing met Gelespont

1912: Nordlander, Adlercreutz, Casparsson,  Horn af Åminne ·
1920: Mörner, Lundström, von Braun,  Dyrsch ·
1924: Van der Voort van Zijp, Pahud de Mortanges, De Kruijff,  Colenbrander ·
1928: Pahud de Mortanges, De Kruijff, Van der Voort van Zijp ·
1932: Thomson, Chamberlin, Argo ·
1936: Stubbendorf, Lippert, von Wangenheim ·
1948: Henry, Anderson, Thomson ·
1952: von Blixen-Finecke, Stahre, Frölén ·
1956: Weldon, Rook, Hill ·
1960: Morgan, Lavis, Roycroft ·
1964: Checcoli, Angioni, Ravano ·
1968: Allhusen, Meade, Jones ·
1972: Meade, Gordon-Watson, Parker, Phillips ·
1976: Coffin, Plumb, Davidson, Tauskey ·
1980: Blinov, Salnikov, Volkov, Rogosjin ·
1984: Plumb, Stives, Fleischmann, Davidson ·
1988: Erhorn, Baumann, Kaspareit, Ehrenbrink ·
1992: Green, Rolton, Hoy, Ryan ·
1996: Schaeffer, Rolton, Hoy, Dutton ·
2000: Dutton, Hoy, Tinney, Ryan ·
2004: Boiteau, Lyard, Courrèges, Teulère, Touzaint ·
2008: Thomsen, Ostholt, Dibowski, Klimke, Romeike ·
2012: Auffarth, Jung, Klimke, Schrade, Thomsen ·
2016: Laghouag, Lemoine, Nicolas, Vallette ·
2020: Collett, McEwen, Townend ·
2024: Canter, Collett, McEwen